# 大田都市鉄道
大田都市鉄道（テジョンとしてつどう）は、大田交通公社が運営している大韓民国大田広域市の都市鉄道（地下鉄）である。

## 概要
1991年に大田直轄市における都市鉄道の建設計画が検討され始めた。当初は5路線を建設する計画が立てられたが、需要予測上の理由から3路線のみの計画に変更された。1号線は1996年10月30日に着工され、2006年3月16日に板岩駅 - 政府庁舎駅間が、2007年4月17日に政府庁舎駅 - 盤石駅間が開通した。

## 路線

### 営業中
- 1号線：板岩駅 - 盤石駅、市内を東西に結ぶ。

### 計画中
- 2号線：市内を一周する路面電車として計画されている[1]。2018年に着工予定であったが現在も着工の目処は立っていない。

このほか市内を南北に結ぶ3号線が計画されていたが、忠清圏広域鉄道のルートと重なることから計画は事実上白紙となった。

## 運賃
- 大人普通運賃は1区間（10km以下）1400ウォン、2区間（10km以上）1500ウォン。
- 交通カード利用時の大人運賃は1区間（10km以下）1250ウォン、2区間（10km以上）1350ウォン[2]。